# 松伏領村
松伏領村（まつぶしりょうむら）は、埼玉県の南東部、北葛飾郡に属していた村である。

## 地理
- 河川：庄内古川（中川）、古利根川

## 歴史
- 1889年（明治22年）4月1日 - 町村制施行により、松伏村、田島村、上赤岩村、下赤岩村、大川戸村が合併し北葛飾郡松伏領村が成立する。
- 1896年（明治29年）3月29日 - 北葛飾郡と中葛飾郡が統合し北葛飾郡となる。
- 1955年（昭和30年）4月20日 - 北葛飾郡金杉村と合併し松伏領村を新設。